# Louis Varney
Louis Varney (ur. 30 maja 1844 w Nowym Orleanie, zm. 20 sierpnia 1908 w Paryżu) – francuski kompozytor.

## Życiorys
Syn i uczeń kompozytora Pierre’a Josepha Alphonse’a Varneya. W wieku 7 lat wraz z rodziną przeprowadził się z Ameryki do Francji. Od 1876 roku był dyrygentem paryskiego Théâtre de l’Athénée-Comique. Pisał przede wszystkim na potrzeby paryskich teatrów muzycznych, napisał około 40 operetek, odznaczających się inwencją melodyczną i komizmem. Do jego najsłynniejszych dzieł należały Les Mousquetaires au convent (1880), La Femme de Narcisse (1892), La Fiancée de Thylda (1900) i Mademoiselle George (1900).